# Schweizer B-Männer-Feldhandballnationalmannschaft
Die Schweizer B-Männer-Feldhandballnationalmannschaft vertrat die Schweiz bei Länderspielen. Sie war die zweite Mannschaft der Schweiz. Die erste Mannschaft spielte 88 Spiele.

## Olympische Spiele
Die Schweizer B-Feldhandballnationalmannschaft nahm nicht an der einzigen Austragung teil, in der Feldhandball gespielt wurde.
| Jahr | Austragungsort          | Teilnahme bis…  | Ergebnis        | Medaille        |
| ---- | ----------------------- | --------------- | --------------- | --------------- |
| 1936 | Berlin, Deutsches Reich | keine Teilnahme | keine Teilnahme | keine Teilnahme |

## Weltmeisterschaften
Die Schweizer B-Feldhandballnationalmannschaft nahm an keiner der sieben bis 1966 ausgetragenen Feldhandball-Weltmeisterschaften teil.
| Jahr | Gastgeberland   | Teilnahme bis…  | Ergebnis        | Rang            |
| ---- | --------------- | --------------- | --------------- | --------------- |
| 1938 | Deutsches Reich | keine Teilnahme | keine Teilnahme | keine Teilnahme |
| 1948 | Frankreich      | keine Teilnahme | keine Teilnahme | keine Teilnahme |
| 1952 | Schweiz         | keine Teilnahme | keine Teilnahme | keine Teilnahme |
| 1955 | BR Deutschland  | keine Teilnahme | keine Teilnahme | keine Teilnahme |
| 1959 | Österreich      | keine Teilnahme | keine Teilnahme | keine Teilnahme |
| 1963 | Schweiz         | keine Teilnahme | keine Teilnahme | keine Teilnahme |
| 1966 | Österreich      | keine Teilnahme | keine Teilnahme | keine Teilnahme |

## Liste der Länderspiele

### Legende
Dieser Abschnitt dient als Legende für die nachfolgenden Tabellen.
- A = Auswärtsspiel
- H = Heimspiel
- rote Hintergrundfarbe = Niederlage der Schweizer Mannschaft
- grüne Hintergrundfarbe = Sieg der Schweizer Mannschaft

### Spiele
| Nr. | Datum               | Ergebnis      | Gegner            |   | Austragungsort | Zuschauer | Bemerkungen                                     |
| --- | ------------------- | ------------- | ----------------- | - | -------------- | --------- | ----------------------------------------------- |
| 1   | 20. Mai 1951        | 21:06 (12:03) | Luxemburg         | A | Diekirch       |           | [ 2 ] [ 3 ]                                     |
| 2   | 13. Sep. 1957 17:00 | 17:10 (07:05) | Tirol             | H | Gossau         | 500       | Nur U24 Spieler, Vorspiel: Fortitudo 4:16 Otmar |
| 3   | 12. Okt. 1958       | 11:15 (07:08) | Bayern            | H | Kreuzlingen    |           | [ 6 ]                                           |
| 4   | 31. Mai 1959        | 06:25 (04:11) | Bayern            | A | Landshut       |           | [ 7 ]                                           |
| 5   | 25. Okt. 1959       | 16:18 (09:09) | Baden-Württemberg | H | Frauenfeld     |           | [ 8 ] [ 9 ]                                     |

### Statistik
| Land              | Sp. | S | U | N | Tore  | Diff. |
| ----------------- | --- | - | - | - | ----- | ----- |
| Baden-Württemberg | 1   | 0 | 0 | 1 | 16:18 | −02   |
| Bayern            | 2   | 0 | 0 | 2 | 17:40 | −23   |
| Luxemburg         | 1   | 1 | 0 | 0 | 21:06 | +15   |
| Tirol             | 1   | 1 | 0 | 0 | 17:10 | +07   |
| Gesamt            | 5   | 2 | 0 | 3 | 71:74 | −03   |